# Rage - Fuoco incrociato
Rage - Fuoco incrociato è un film del 1984 diretto da Tonino Ricci.